# Grand Prix Formule 1 van Brazilië 1981
De Grand Prix Formule 1 van Brazilië 1981 werd gehouden op 29 maart 1981 in Jacarepagua.

## Uitslag
| Positie | Nr | Rijder              | Team           | Ronden | Tijd/Opgave              | Startplaats | Punten |
| ------- | -- | ------------------- | -------------- | ------ | ------------------------ | ----------- | ------ |
| 1       | 2  | Carlos Reutemann    | Williams-Ford  | 62     | 2:00:23.66               | 2           | 9      |
| 2       | 1  | Alan Jones          | Williams-Ford  | 62     | + 4.44                   | 3           | 6      |
| 3       | 29 | Riccardo Patrese    | Arrows-Ford    | 62     | + 1:03.08                | 4           | 4      |
| 4       | 14 | Marc Surer          | Ensign-Ford    | 62     | + 1:17.03                | 18          | 3      |
| 5       | 11 | Elio de Angelis     | Lotus-Ford     | 62     | + 1:26.42                | 10          | 2      |
| 6       | 26 | Jacques Laffite     | Ligier-Matra   | 62     | + 1:26.83                | 16          | 1      |
| 7       | 25 | Jean-Pierre Jarier  | Ligier-Matra   | 62     | + 1:30.25                | 23          |        |
| 8       | 7  | John Watson         | McLaren-Ford   | 61     | + 1 Ronde                | 15          |        |
| 9       | 20 | Keke Rosberg        | Fittpaldi-Ford | 61     | + 1 Ronde                | 12          |        |
| 10      | 33 | Patrick Tambay      | Theodore-Ford  | 61     | + 1 Ronde                | 19          |        |
| 11      | 12 | Nigel Mansell       | Lotus-Ford     | 61     | + 1 Ronde                | 13          |        |
| 12      | 5  | Nelson Piquet       | Brabham-Ford   | 60     | + 2 Rondes               | 1           |        |
| 13      | 4  | Ricardo Zunino      | Tyrrell-Ford   | 57     | + 5 Rondes               | 24          |        |
| NC      | 3  | Eddie Cheever       | Tyrrell-Ford   | 49     | Niet geklasseerd         | 14          |        |
| NC      | 23 | Bruno Giacomelli    | Alfa Romeo     | 40     | Niet geklasseerd         | 6           |        |
| NF      | 27 | Gilles Villeneuve   | Ferrari        | 25     | Turbo                    | 7           |        |
| NF      | 6  | Héctor Rebaque      | Brabham-Ford   | 22     | Spin                     | 11          |        |
| NF      | 15 | Alain Prost         | Renault        | 20     | Botsing                  | 5           |        |
| NF      | 30 | Siegfried Stohr     | Arrows-Ford    | 20     | Ongeluk                  | 21          |        |
| NF      | 28 | Didier Pironi       | Ferrari        | 19     | Botsing                  | 17          |        |
| NF      | 8  | Andrea de Cesaris   | McLaren-Ford   | 9      | Motor                    | 20          |        |
| NF      | 16 | René Arnoux         | Renault        | 0      | Botsing                  | 8           |        |
| NF      | 22 | Mario Andretti      | Alfa Romeo     | 0      | Botsing                  | 9           |        |
| NF      | 21 | Chico Serra         | Fittpaldi-Ford | 0      | Botsing                  | 22          |        |
| NQ      | 9  | Jan Lammers         | ATS-Ford       |        |                          |             |        |
| NQ      | 32 | Beppe Gabbiani      | Osella-Ford    |        |                          |             |        |
| NQ      | 31 | Miguel Angel Guerra | Osella-Ford    |        |                          |             |        |
| NQ      | 18 | Eliseo Salazar      | Osella-Ford    |        |                          |             |        |
| NQ      | 14 | Ricardo Londono     | Ensign-Ford    |        | Wagen gereden door Surer |             |        |
| NQ      | 17 | Derek Daly          | March-Ford     |        |                          |             |        |

## Statistieken
| Pole-position | Nelson Piquet | Brabham-Ford | 1:35.079 |
| Snelste ronde | Marc Surer    | Ensign-Ford  | 1:54.302 |

## Noot
- Dit was het debuut van de Colombiaanse coureur Ricardo Londoño - de eerste Colombiaan in de Formule 1.
- Honderdste Grand Prix-start voor Jean-Pierre Jarier. Hiermee was Jarier de zestiende coureur die minstens honderd Grands Prix had gereden.
- Tiende pole position voor een Braziliaanse coureur.
- Eerste snelste ronde voor Marc Surer.
- Dit was de derde overwinning van de Grote Prijs van Brazilië voor Carlos Reutemann. Hiermee verbrak hij het oude record van Emerson Fittipaldi (2), gevestigd tijdens de Grote Prijs van Brazilië van 1974.

1972 · 1973 · 1974 · 1975 · 1976 · 1977 · 1978 · 1979 · 1980 · 1981 · 1982 · 1983 · 1984 · 1985 · 1986 · 1987 · 1988 · 1989 · 1990 · 1991 · 1992 · 1993 · 1994 · 1995 · 1996 · 1997 · 1998 · 1999 · 2000 · 2001 · 2002 · 2003 · 2004 · 2005 · 2006 · 2007 · 2008 · 2009 · 2010 · 2011 · 2012 · 2013 · 2014 · 2015 · 2016 · 2017 · 2018 · 2019